# Aeonium urbicum
Aeonium urbicum är en fetbladsväxtart som först beskrevs av Chr. Sm. och Jens Wilken Hornemann, och fick sitt nu gällande namn av Philip Barker Webb och Berth.. Aeonium urbicum ingår i släktet Aeonium och familjen fetbladsväxter. Inga underarter finns listade i Catalogue of Life.

## Bildgalleri

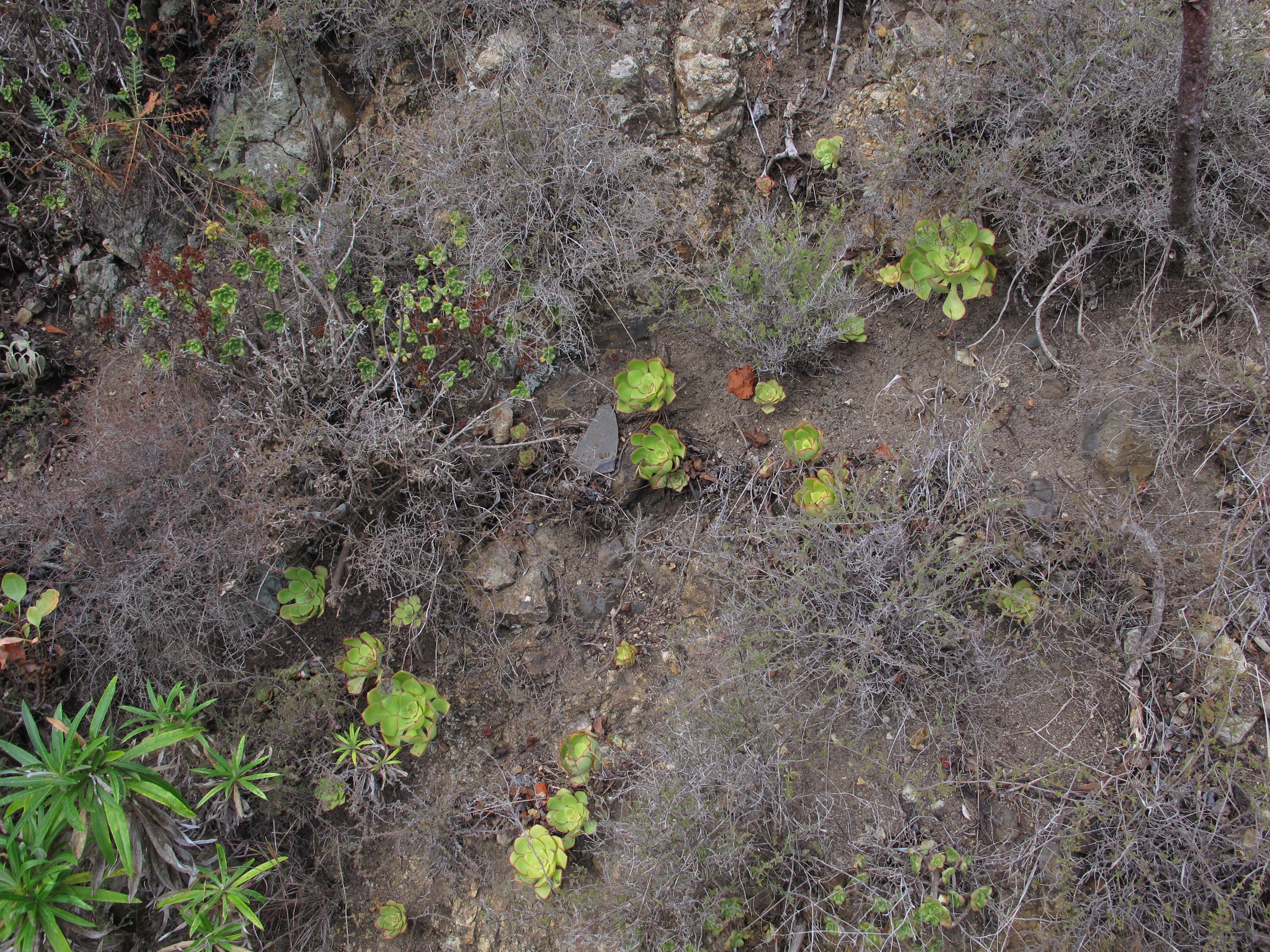
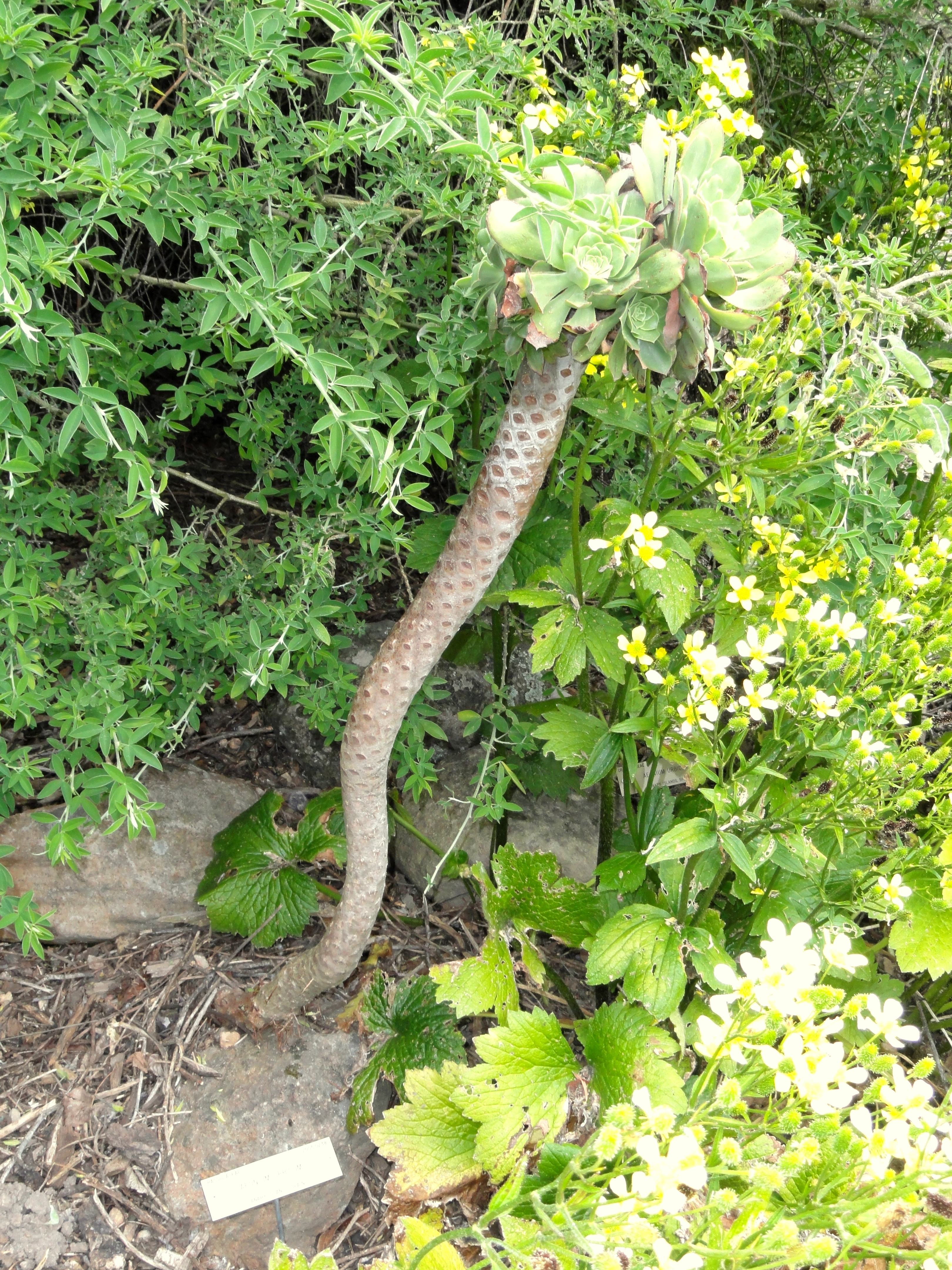
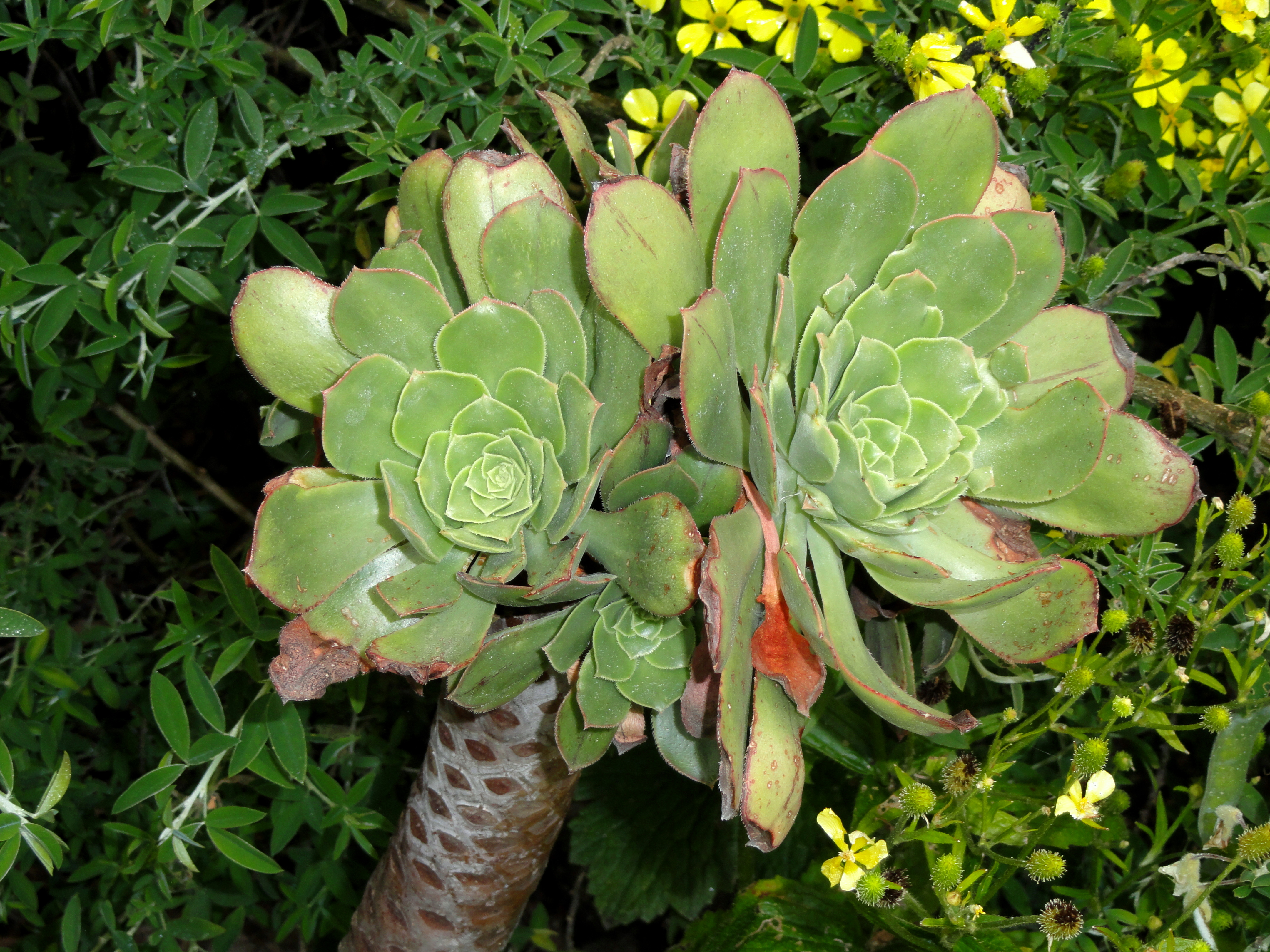
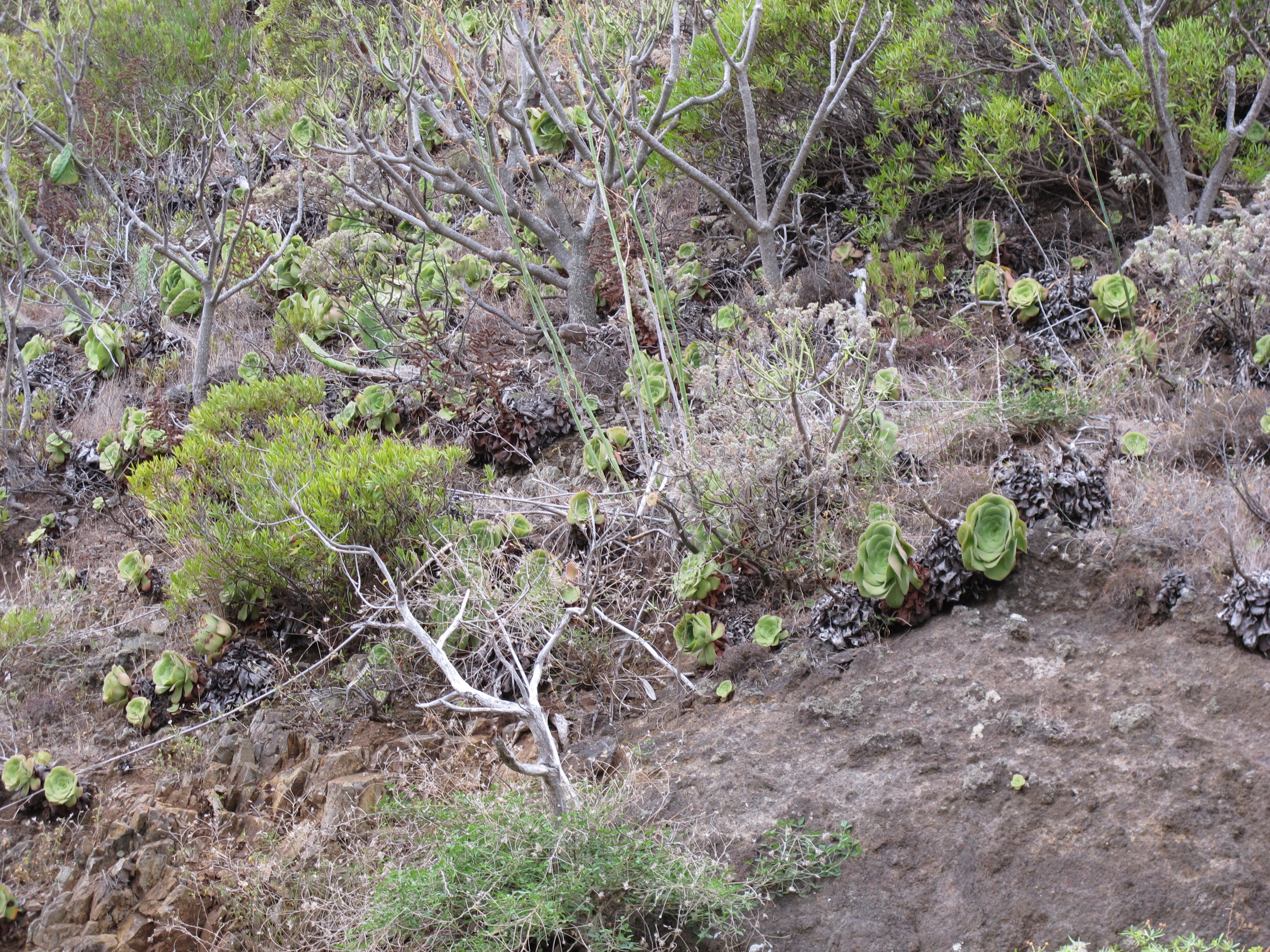
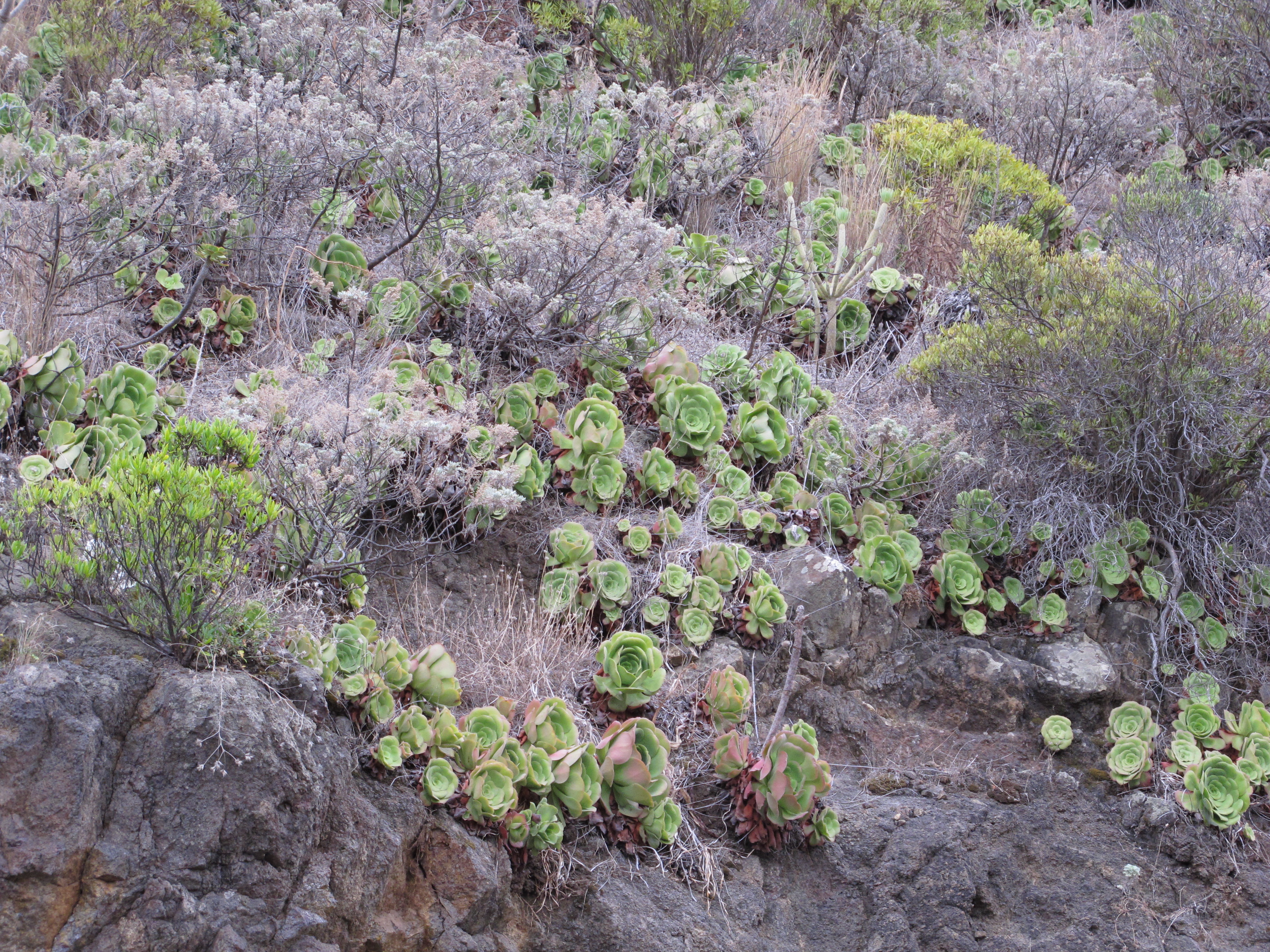
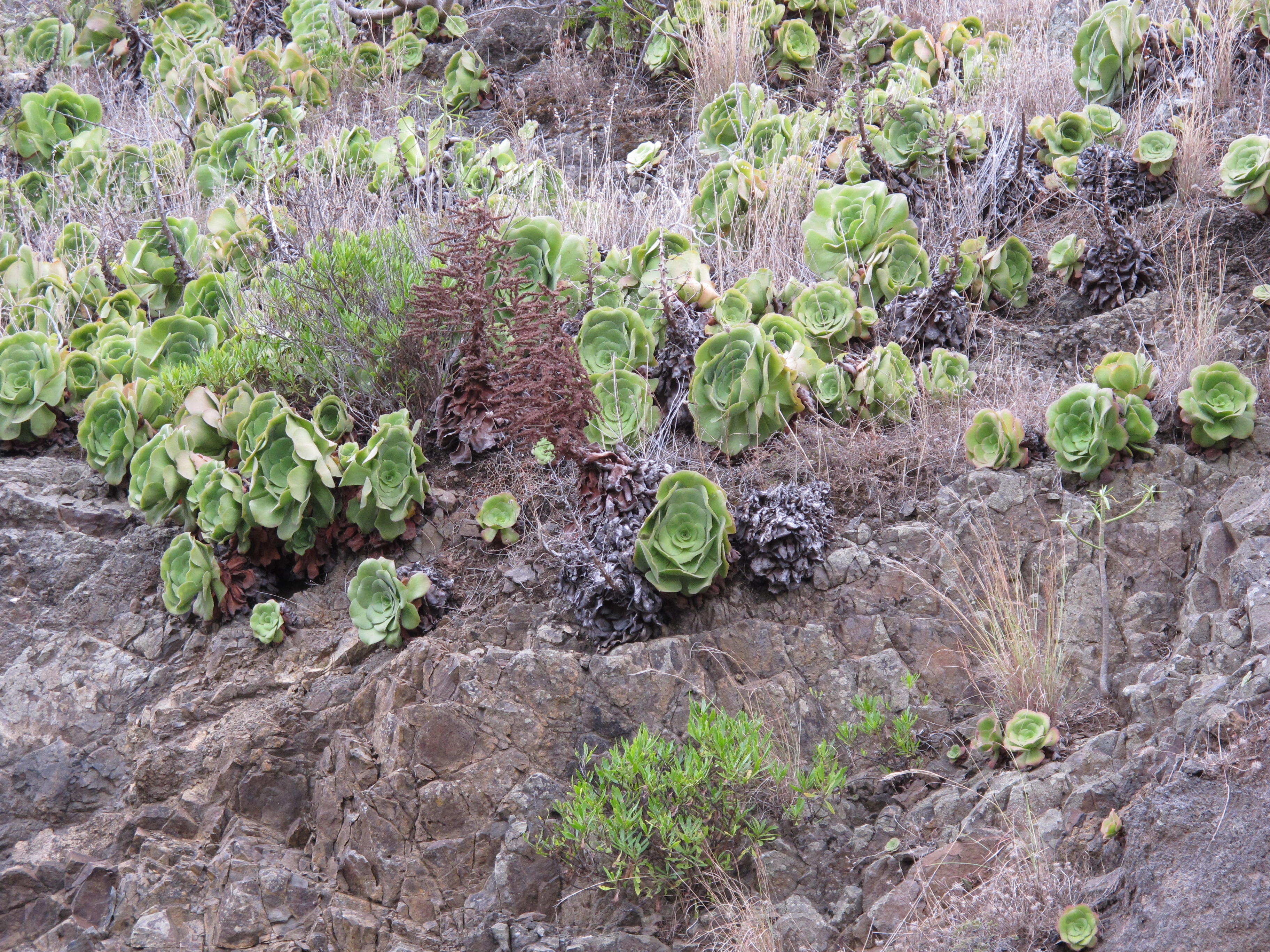